# Lajeado Grande
Lajeado Grande là một đô thị thuộc bang Santa Catarina, Brasil. Đô thị này có diện tích 65,928 km², dân số năm 2007 là 1461 người, mật độ 25,2 người/km².